# آبرة
آبِرة أو قِنْفِشَة أو زنبور العفن (الاسم العلمي: Cynips) هو جنس دبابير صغيرة من فصيلة الآبرات. أنواعه عديدة معظمها نافع، أشهرها آبرة التين والأوراق والورد والبراعم والسنديان والابط.